# Vabank (album)
Vabank – drugi album polskiego wokalisty Mroza. Premiera płyty odbyła się 25 października 2010 roku nakładem wytwórni Pink Crow Records. Zawiera osiem piosenek w języku polskim i dwie piosenki w języku angielskim. Płytę promowały utwory: „Miasto płonie”, „Wait Up”, „Horyzont” oraz „Globalnie”. Do ostatnich trzech nagrano teledyski.

## Lista utworów
1. „Vabank”
2. „Wait up”
3. „Unikalny kod”
4. „Horyzont”
5. „Globalnie” (razem z Waldemarem Kastą)
6. „Nigdy” (razem z Rytmusem)
7. „Miasto płonie”
8. „Ctrl Alt Delete”
9. „Ready to fly” (razem z Afromental)
10. „Daj więcej”